# Skadovsk
Skadovsk (Скадо́вськ) is een havenstad aan de Zwarte Zee in de oblast Cherson in het zuiden van Oekraïne. Het is de hoofdstad van het gelijknamige raion en gemeente. De stad heeft 17344 inwoners. Skadovsk ligt op 94 km van Cherson en Kalantsjak.

## Geschiedenis

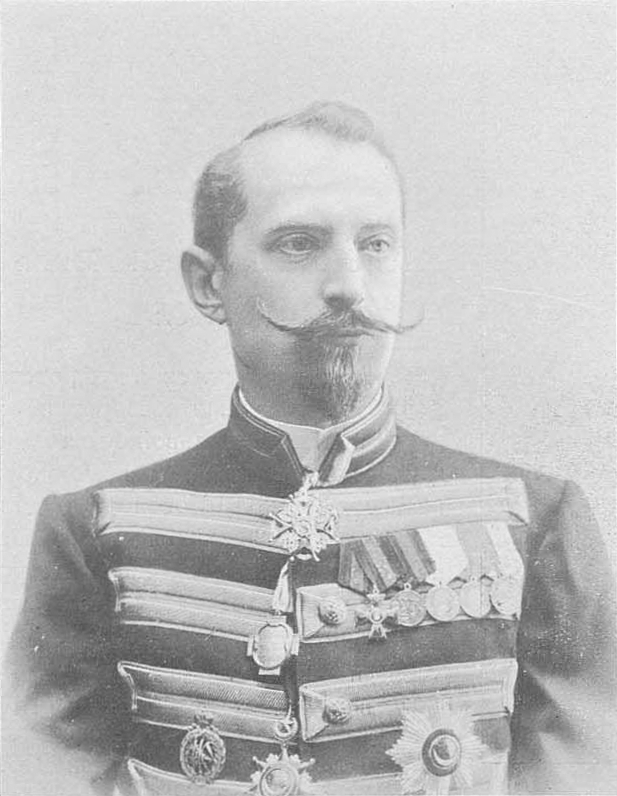
Sergey B. Skadovsky, oprichter van Skadovsk

De stad werd in 1894 gesticht door Sergey B. Skadovsky, een hydrobioloog en biochemicus die tijdens het Russische rijk ook lid was van de Staatsraad van het Gouvernement Taurida.
De stad was oorspronkelijk een zeehaven voor het verzenden van tarwe, wol en bont naar Frankrijk, Duitsland en andere Europese landen. Het oorspronkelijke grondgebied bestond uit het Tataarse vissersdorp Ali-Agok (Tataars voor "stille haven") en het land dat eigendom was van Skadovsky. Hij en zijn vrouw zijn begraven in Skadovsk.
Tijdens de Tweede Wereldoorlog werd de stad bezet door Duitsland. De Duitsers exploiteerden een nazi-gevangenis in de stad.

### Russische invasie van Oekraïne in 2022
Tijdens de Russische invasie van Oekraïne trokken Russische strijdkrachten op 9 maart 2022 Skadovksk binnen. Binnen enkele minuten nadat Russisch materieel de stad was binnengekomen, kwamen inwoners van de stad naar buiten voor een bijeenkomst met Oekraïense vlaggen en riepen de bezetter op om te vertrekken. Op 12 maart verklaarde de burgemeester van de stad dat de Russische indringers de stad hadden verlaten. Op 13 maart trokken Russische troepen opnieuw de stad binnen en zetten zich in bij een kinderkamp aan de rand van de stad.
Op 16 maart werd de burgemeester van Skadovsk, Oleksandr Jakovlev, door het Russische leger gearresteerd. Volgens het Oekraïense nieuwscentrum Ukrayinska Pravda werd op dezelfde dag van Jakovlevs detentie een vreedzame bijeenkomst gehouden waarin zijn vrijlating werd geëist. Er werd beweerd dat Russische troepen traangas gebruikten en het vuur openden om de bijeenkomst uiteen te drijven. Ukrayinska Pravda had geen informatie over slachtoffers. Op 15 april 2022 verwijderden Russische troepen de vlag van Oekraïne uit het stadhuis van Skadovsk en vervingen deze door een Russische vlag.

## Toerisme
Skadovsk is een toeristische bestemming voor mensen in Oekraïne, Rusland, Wit-Rusland en Polen. Het is gelegen aan de Dazharylhach-baai tegenover het eiland Dzharylhach.
In 2009, in de aanloop naar de Oekraïense presidentsverkiezingen, boden de organisatoren van de Zwarte Zeespelen in Skadovsk premier Joelia Timosjenko een Bengaalse albino-tijgerin aan genaamd Tiger-Yulia. Timosjenko verloor uiteindelijk de verkiezingen.

## Vervoer
De stad heeft een kleine haven met een paar pieren. Daarnaast zijn er meer pieren in het dorp Khorly in het oostelijke deel van de Dzharylhach-baai. De pieren van Khorly zijn echter niet in operationele staat. De haven van Skadovsk beheert ook een kleinere haven in Henitsjesk, gelegen aan de Zee van Azov.

## Galerij

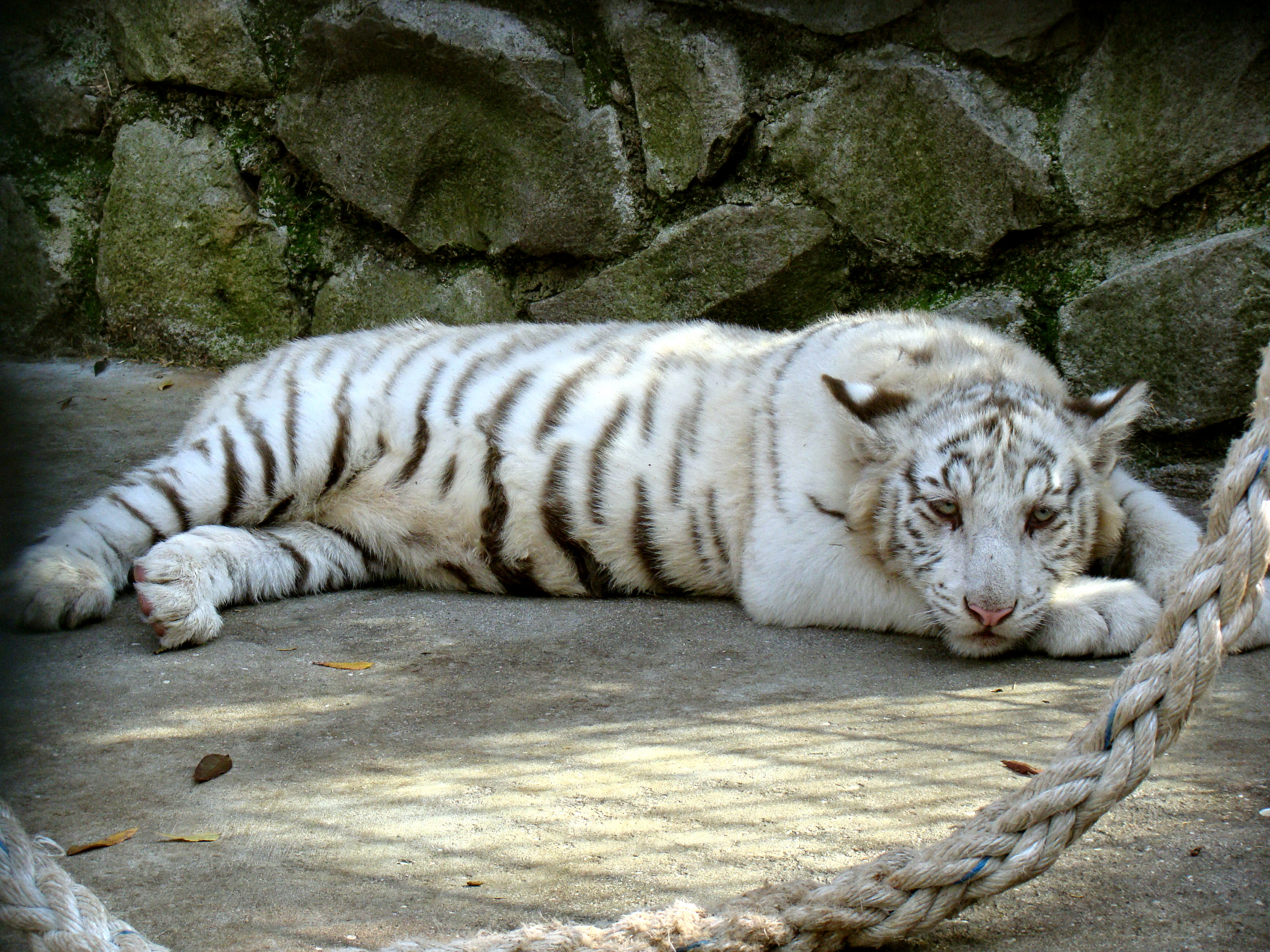
Tijger-Yulia
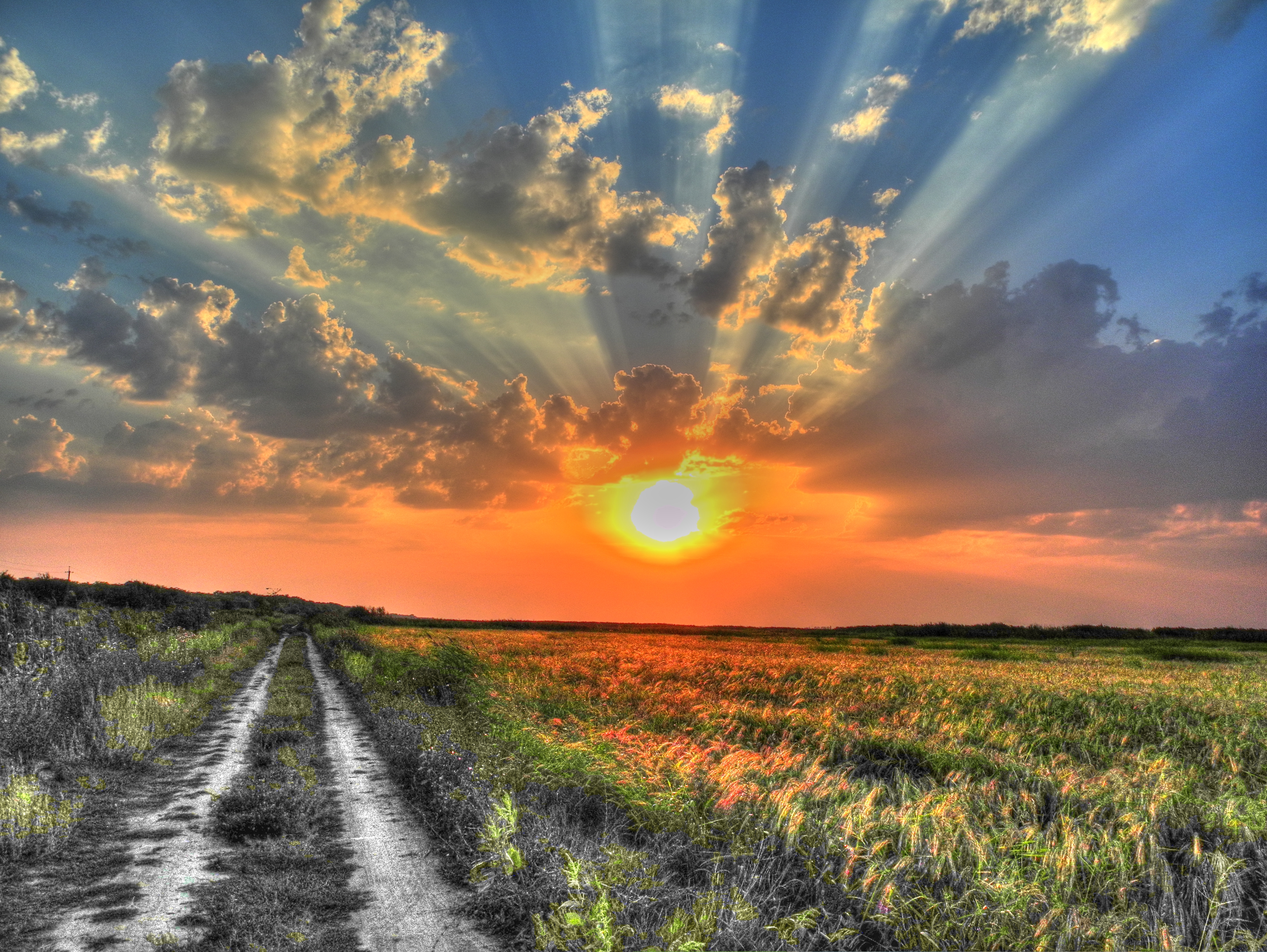
Zonsondergang in Skadovsk
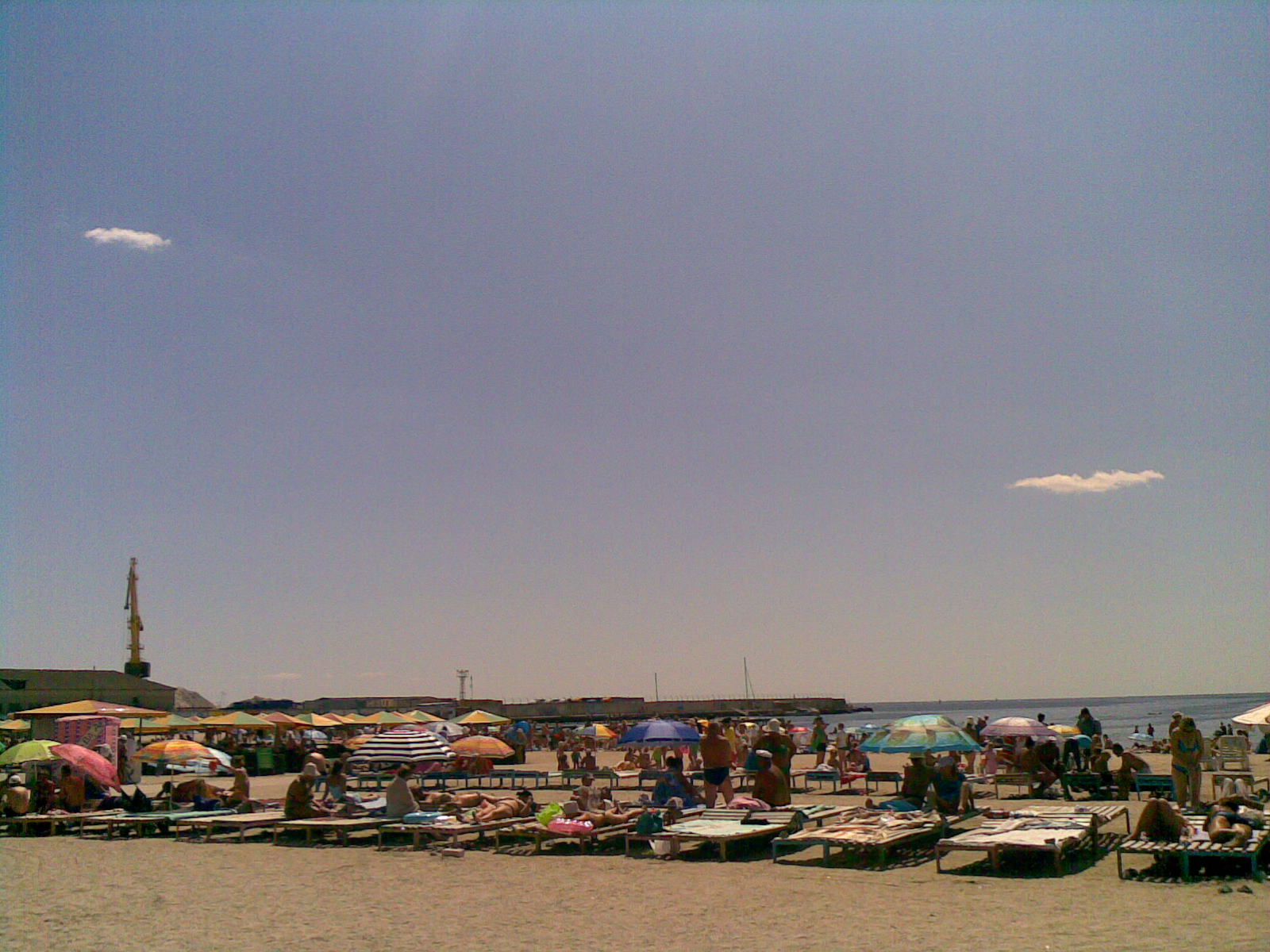
Openbaar strand
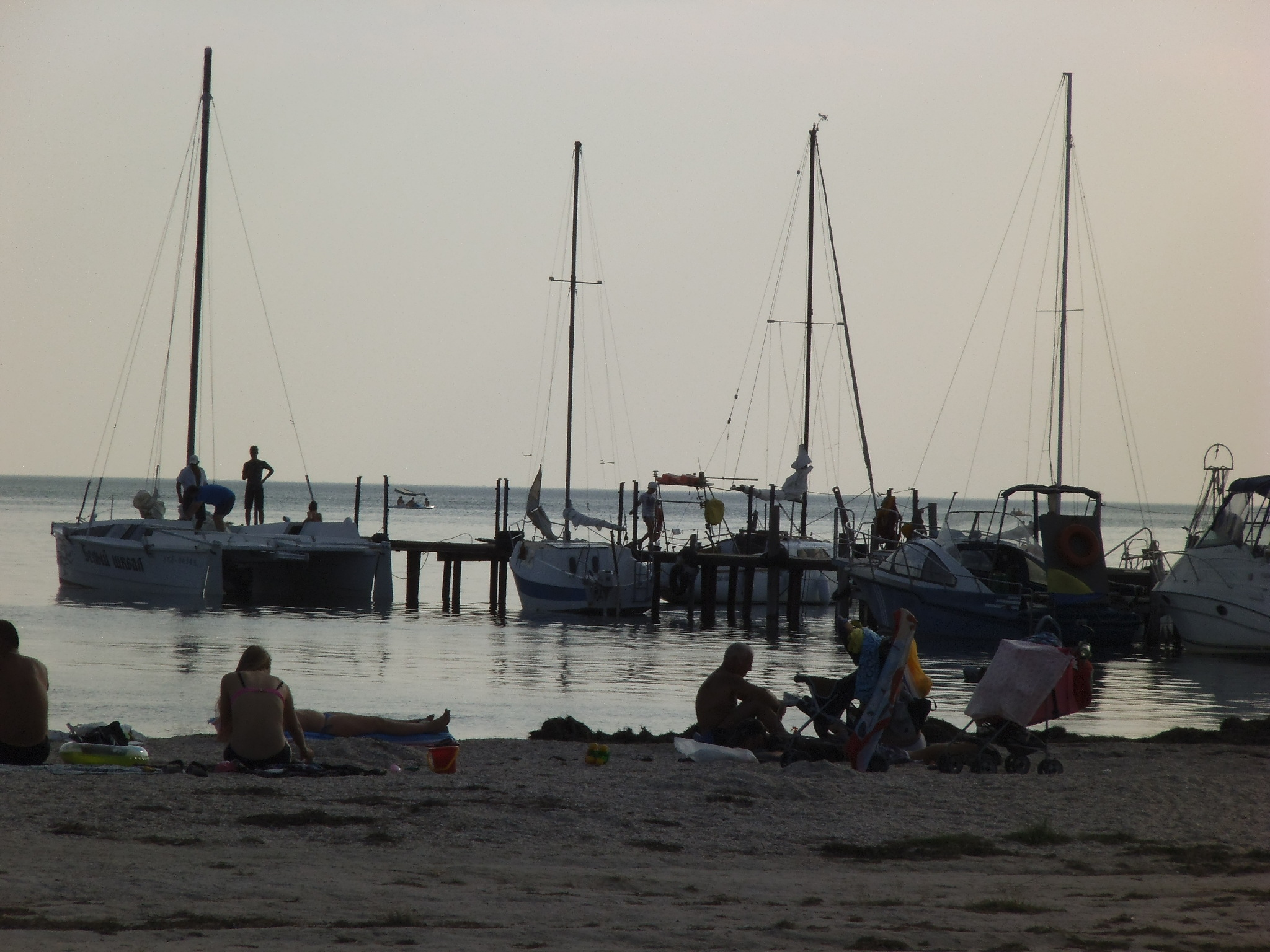
Pier
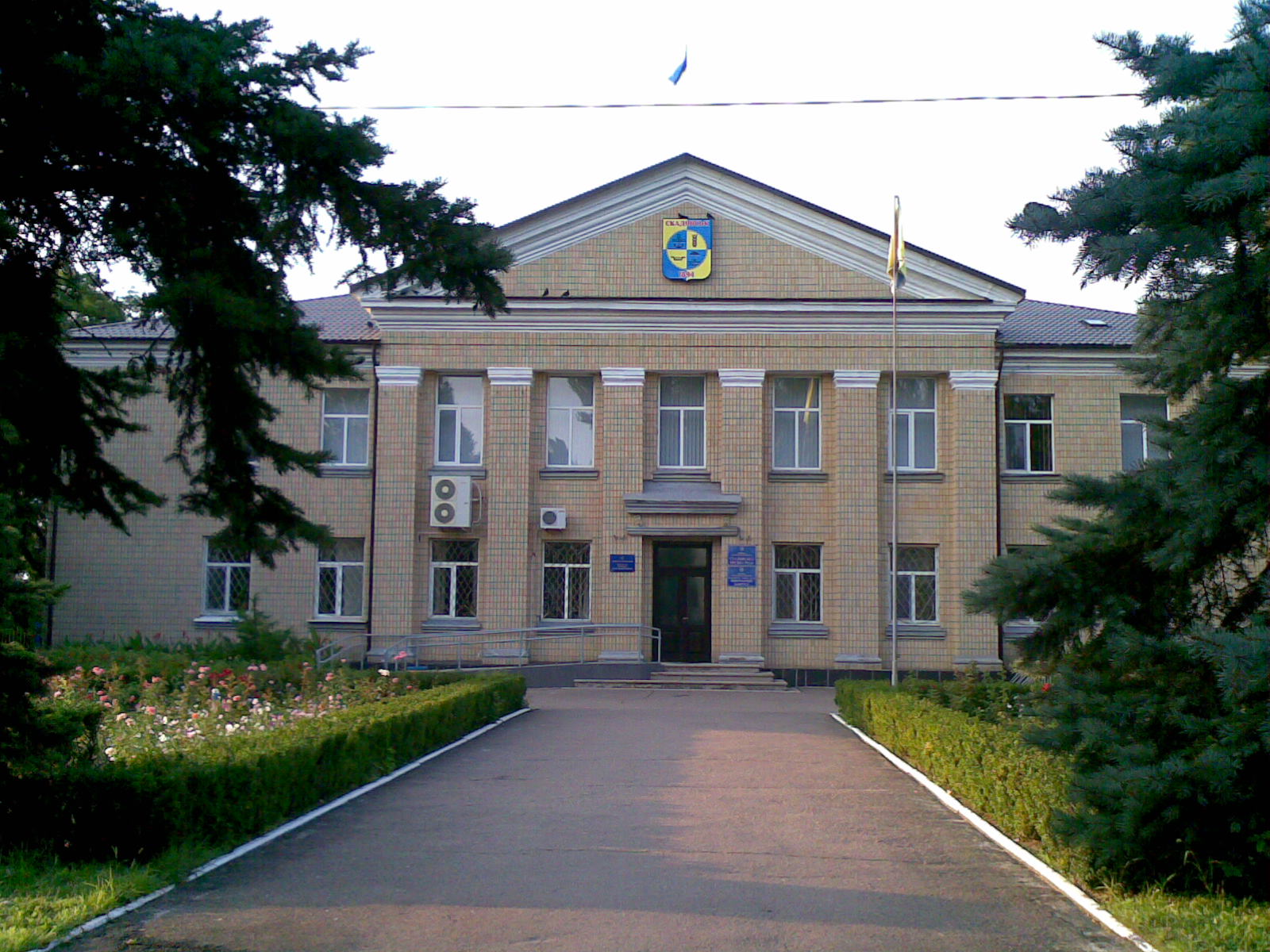
Gemeentehuis
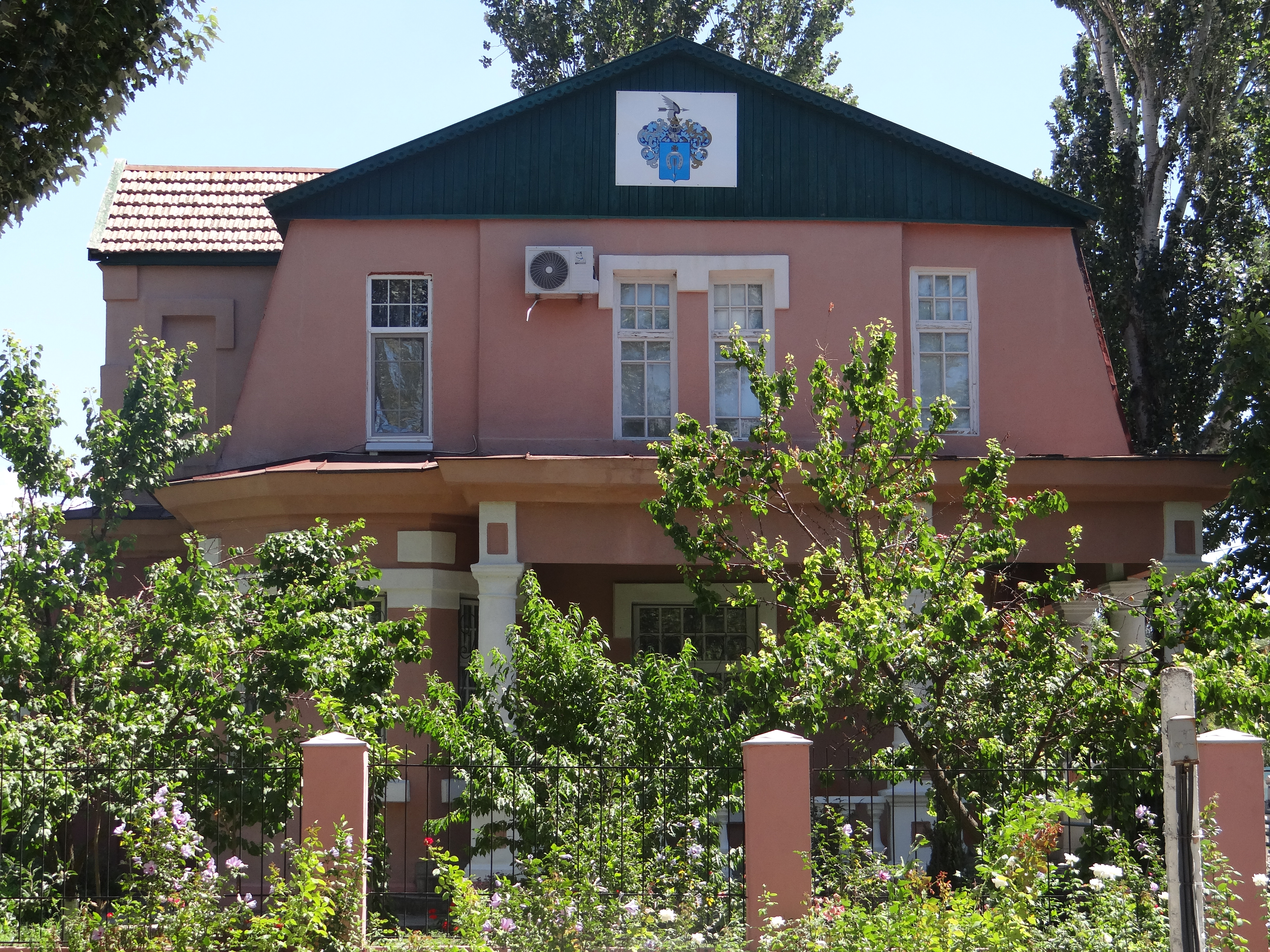
Museum voor lokale geschiedenis
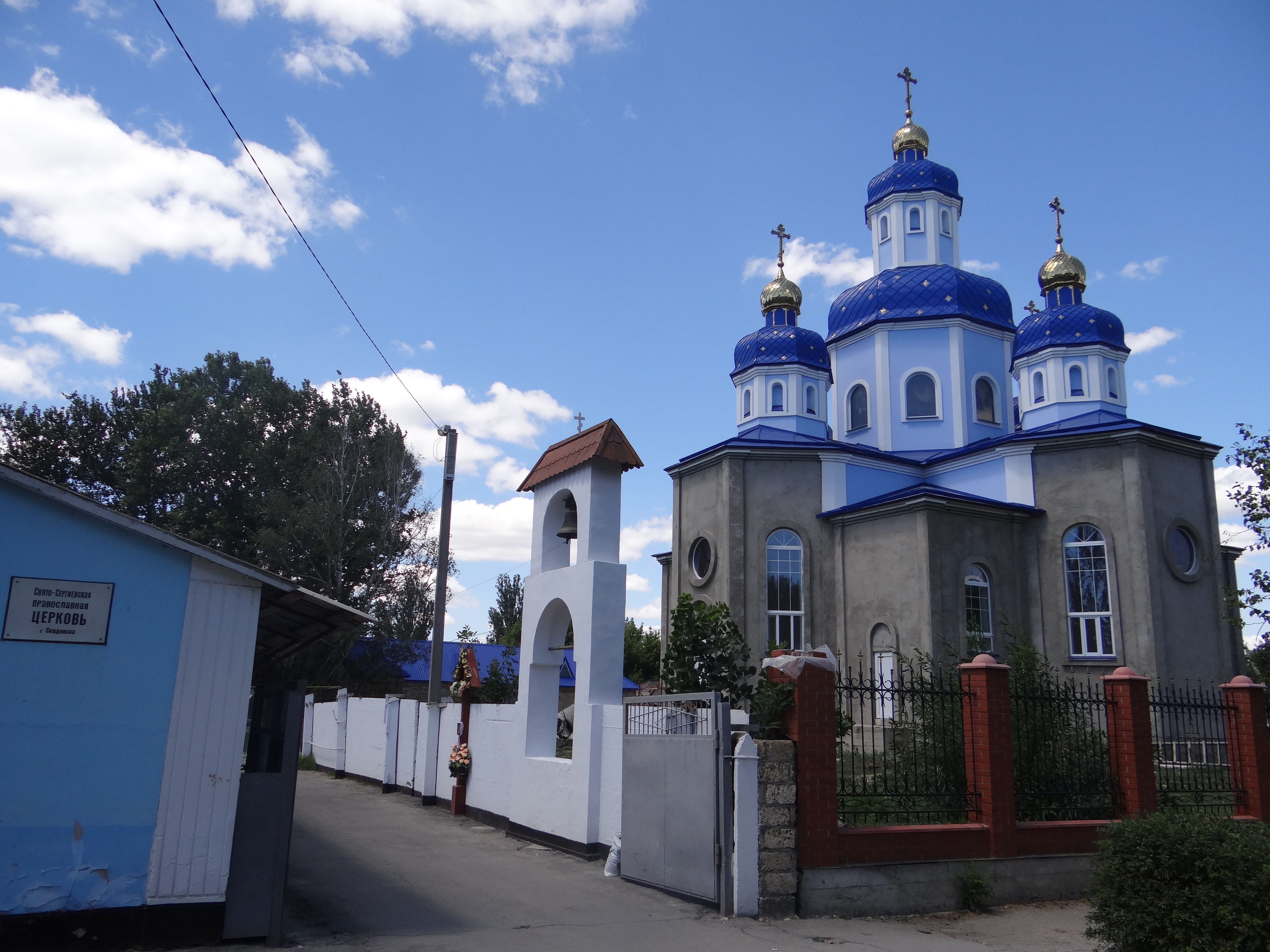
Kathedraal